# Kosmata zlatica
Kosmata zlatica (znanstveno ime Ranunculus lanuginosus) je zelnata trajnica iz družine zlatičnic (Ranunculaceae), ki raste v nekaterih delih Evrope.

## Etimologija
Rodovno ime izvira iz latinskega izraza rana, ki pomeni "žaba", kar se navezuje na vlažen in senčen habitat te rastline. Po drugi strani je vrstni pridevek latinskega izvora; izpeljan je iz latinske besede lanugo, ki jo prevajamo kot "puhast, kosmat" in je povezan s kosmatih steblom te zlatice.

## Taksonomija
Kosmato zlatico je prvi opisal švedski prirodoslovec Carl Linnaeus v svojem slavnem delu Species plantarum iz 1753.
Taksonomi prepoznavajo nekaj varietet te vrste:
- Ranunculus lanuginosus var. geraniifolius DC., 1817
- Ranunculus lanuginosus var. lanuginosus
- Ranunculus lanuginosus var. parvulus DC., 1824
- Ranunculus lanuginosus var. umbrosus (Ten. & Guss.) P.Fourn., 1936

## Opis
Kosmata zlatica je zelnata trajnica, ki lahko doseže od 30 do 80 centimetrov višine. Navadno je pokončna in razrasla rastlina, katere steblo je pokrito z gosto prevleko trihomov. Zlatičino steblo je okroglo in debelo, pa tudi votlo. Pritlični listi imajo dolg listni pecelj in so dlanasto deljeni, pri čemer je 5 segmentov jajčastih in dlakavih, medtem ko imajo dvojno nazobčan listni rob. Gornji stebelni listi so sedeči in dlanasto deljeni, segmenti so široki. V večini primerov listi merijo 12 cm v dolžino in 8 cm v širino.
Kosmata zlatica je entomofilna (žužukocvetna) vrsta, ki cveti med majem in avgustom. Ta zlatica ima oranžne do rumene cvetove s temnejšim osrednjim predelom in petimi cvetnimi listi v tako vencu kot tudi čaši. Vsak cvet meri od 2 do 2,5 cm. Čašni listi so dlakavi. Plod je orešek, ki je gol in bočno stisnjen, medtem ko se končuje z dolgim in ukrivljenim kljuncem.
Kot številne druge zlatice je tudi kosmata zlatica strupena.

## Razširjenost
Ranunculus lanuginosus je evropska rastlinska vrsta, ki se pojavlja predvsem v srednji in južni Evropi, pa tudi na področju Kavkaške regije. Kosmata zlatica je domorodna vrsta Albanije, Avstrije, Baltskih držav, Bolgarije, Korzike, Češkoslovaške, Danske, Francije, Nemčije, Grčije, Madžarske, Italije, Poljske, Romunije, Sardinije, Sicilije, Švice, evropskega dela Turčije, Ukrajine in nekdanjih jugoslovanskih držav.
To relativno pogosta zlatica je moč najti v raznih senčnih gozdovih z gostim podrastjem, pa tudi drugih podobno vlažnih in senčnih predelih. Vrsto uvrščamo med hemikriptofite. Ranunculus lanuginosus je primarno nižinska vrsta, ki le redko raste v subalpinski coni z maksimalno nadmorsko višino okoli 1400 metrov.